# Turnierkragen

Turnierkragen mit fünf Lätzen in einem Wappenschild

Der Turnierkragen ist in der Heraldik als Beizeichen bekannt.

## Verwendung
Er findet sowohl als gemeine Figur als auch als Heroldsbild Verwendung. Er wird auch als Bank, Steg, Rechen oder Brücke bezeichnet. Der Betrachter sollte sich das Bild des Turnierkragens wie eine stilisierte, seitliche Brückenansicht vorstellen. Die „Brückenpfeiler“ werden als Lätze benannt. In der Regel sind es drei, jedoch sind auch vier oder fünf möglich. Der Turnierkragen wird in der Regel im Wappenschild schwebend im Schildhaupt dargestellt. Auch gibt es Wappen mit mehreren Kragen. Die in der Kirchenfahne herabhängenden Hängel sind keine Lätze.
Die Ausdehnung von Wappenrand zu Wappenrand ist auch gebräuchlich. Die Tinkturen sind abhebend von der Schildfarbe. Die heraldische Farbregel wird dabei aber ignoriert. Die Funktion des Turnierkragens ist in vielen Wappen nicht mehr zwangsläufig Beizeichen. 

Standarte des Prince of Wales

Die Auflage im Wappen als Beizeichen dient im Hochadel oft zur Kennzeichnung für einen Sohn und als Unterscheidung sonst gleicher Wappen vom Vater. Es kommt in Wappen häufig zur Anwendung, um die Nachfolger eines Amtes von dem des Amtsinhabers abzugrenzen. So führt etwa der Prince of Wales als Thronfolger den abgewandelten britischen Royal Standard mit einem Turnierkragen (und zusätzlichem Wappenschild). 
In Frankreich war und in England ist dieses Zeichen verbreitet. So wird der Turnierkragen in der englischen Heraldik mit Rosen, Lilien, Herzen und auch Wappentieren oder anderen gemeinen Figuren belegt, um verschiedene nachrangige Mitglieder des Königshauses voneinander zu unterscheiden, etwa den Duke of Gloucester und den Duke of Kent. Der Turnierkragen im Wappen des Hauses Orléans diente zur Unterscheidung dieser Seitenlinie von der Hauptlinie (dem Haus Bourbon).

## Liste Wappen mit Turnierkragen
Orte
Bad Honnef, Bedburg, Bell (bei Mendig), Dillingen/Saar, Elbe (Niedersachsen), Esch (bei Gerolstein), Fensdorf, Gerolstein, Grasdorf (Holle), Grimburg, Hellenthal, Kölbingen, Landkreis Vulkaneifel, Lebach, Mechernich, Merchweiler, Messerich, Oberlinxweiler, Oberreifenberg, Prambachkirchen, Ritzerau, Rommerskirchen, Senden (Westfalen), Sillium, Spabrücken, Stolberg (Rheinland), Wipperfürth, Zweibrücken
Familien
- von Laar
- von Leiningen (jüngere Linie)
- von der Lippe
- von Schaesberg
- von Westphalen

## Beispiele

mit drei Lätzen schwebend
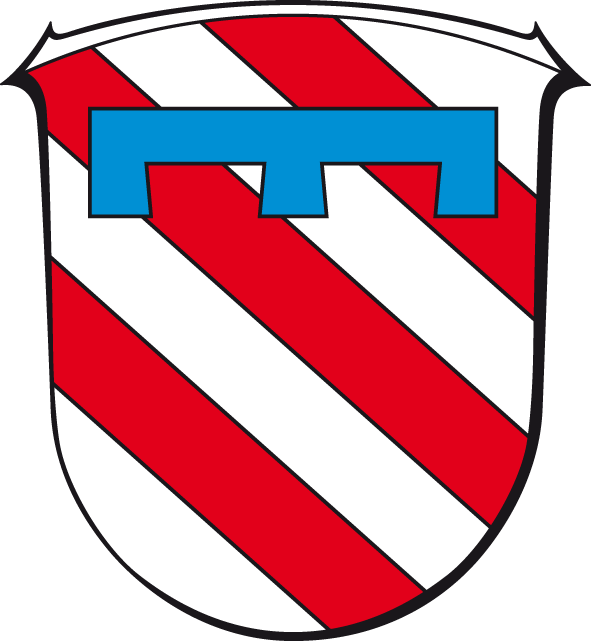
mit drei Lätzen schwebend
schräggelegt mit drei Lätzen
schräggelegt mit vier Lätzen
mit fünf Lätzen auf Limburger Löwen
Limburger Löwe mit drei Lätzen
mit vier Lätzen im Schildhaupt
mit fünf Lätzen
dreißigmal geschachtet und mit fünflätzigem Kragen belegt
mit fünf Lätzen schwebend
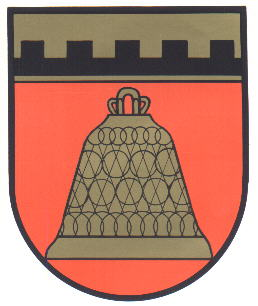
Wohldenberger Turnierkragen